# Rre

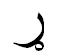
Der Buchstabe in isolierter Form

Rre (paschtunisch ړې ŕē) ist ein arabischer Buchstabe, der Bestandteil des erweiterten arabischen Alphabetes der paschtunischen Sprache ist. Er ist abgeleitet vom arabischen Buchstaben Ra (ر) durch die Hinzufügung eines kleinen Kreises, des sogenannten Pandak.
Der Lautwert in Paschtu ist im Anlaut und Inlaut ein stimmhafter retroflexer lateraler Flap (kein IPA-Symbol, oft wird eine Kombination aus [ɽ] und [ɻ] verwendet), im Auslaut repräsentiert der Buchstabe den stimmhaften retroflexen Approximanten (IPA: [ɻ]). Das Rre gehört neben Tte (ټ), Ddal (ډ) und Nur (ڼ) zu den die retroflexen Laute repräsentierenden Buchstaben der Paschtu-Schrift. Diese Phoneme kommen im Arabischen nicht vor, so dass die Buchstaben dem ursprünglichen arabischen Alphabet hinzugefügt wurden. Bis auf das retroflexe Nasal existieren diese Phoneme in verwandter Form auch im Urdu, das ebenfalls eine modifizierte arabische Schrift benutzt. Dort wird der retroflexe Artikulationsort allerdings nicht durch das Pandak, sondern durch ein hochgestelltes kleines Ṭa (ط) angezeigt.
| Unicode Codepoint | U+0693                      |
| Unicode-Name      | Arabic letter Reh with ring |
| HTML              | &#1683;                     |